# Megachile cincturata
Megachile cincturata är en biart som beskrevs av Cockerell 1912. Megachile cincturata ingår i släktet tapetserarbin, och familjen buksamlarbin. Inga underarter finns listade i Catalogue of Life.